# Optogenetik
Optogenetik (av grekiska optikós, som betyder "sett, synlig") är en biologisk teknik som går ut på att använda ljus för att styra celler i levande vävnad, vanligtvis nervceller, som har modifierats genetiskt för att uttrycka ljuskänsliga jonkanaler. Det är en neuromodulationsmetod som används inom neurovetenskap och använder en kombination av tekniker från optik och genetik för att styra och övervaka verksamheten i enskilda nervceller i levande vävnad, även i fritt rörliga djur samt att exakt mäta effekterna av dessa manipulationer i realtid. De viktigaste reagenser som används i optogenetik är ljuskänsliga proteiner.